# YETI engine
YETI engine — игровой движок, разработанный для внутреннего использования компанией Ubisoft.

## История разработки
Игровой движок был разработан подразделением Ubisoft Tiwak в 2006 году специально для применения в Xbox 360-версии игры Tom Clancy's Ghost Recon Advanced Warfighter. Некоторые источники отмечают его как основанный на Unreal Engine 2.5, однако эта информация не подтверждается в официальных источниках.
Являясь кроссплатформенной, технология применялась и в дальнейших разработках Ubisoft и её подразделений, подвергаясь постоянным усовершенствованиям. Название движку дано в честь бывшего названия Ubisoft Tiwak, которая при основании носила имя Yeti Interactive. Также прослеживается аллюзия на вымышленное человекообразное существо йети, которое согласно поверьям обитает в малонаселенных районах планеты.

## Технические характеристики

Один из уровней в игре Lost: Via Domus: показана реализация воды при помощи шейдеров с преломлениями и бликами, динамические тени и затенение от деревьев и растительности, эффекты God Rays и HDR.

Поддерживаются современные, на тот момент, игровые консоли Xbox 360 и PlayStation 3, оптимизирована работа на многоядерных процессорах. Для отрисовки (рендеринга) изображения на ПК используется интерфейс программирования приложений (англ. API) DirectX девятой версии.
Движком поддерживаются как открытые (англ. outdoor), так и закрытые (англ. indoor) локации, на которых возможно изменение цикла «день — ночь» в реальном времени.
В качестве физического движка интегрирован PhysX. Реализована динамическая физическая система, позволяющая взаимодействовать с объектами окружения.
Графический движок (рендерер), являясь главным компонентом, ответственным за вывод графики, поддерживает ряд новых, на момент релиза, особенностей, таких как: эффекты горячего воздуха (англ. heat effects), реализованные при помощи шейдеров; эффекты глубины резкости (эффект, позволяющий, подобно операторской технике в кинематографе, сфокусироваться на одном объекте на переднем плане, сделав задний план размытым) и различные постэффекты изображения, в числе которых эффект зернистости, размытия и др; эффект объемных лучей.
Поддерживается обработка водных поверхностей со световыми преломлениями, рябью, отблесками и отражениями, эффект мокрой поверхности на предметах и/или персонажах.
Представлены различные возможности работы с тенями и освещением, поддержка динамических теней и освещения, а также эффектов огня. Реализована модель затенения Ambient occlusion и HDR для освещения.
Для создания неровностей на текстурах, поддерживается несколько видов рельефного текстурирования.
Поддержка технологии amBX от Philips, которая предназначается для создания дополнительных эффектов и требует специального аппаратного и технического обеспечения.

## Игры, использующие YETI engine
- 2006 — Tom Clancy’s Ghost Recon Advanced Warfighter от Red Storm Entertainment, GRIN, Ubisoft Paris и Ubisoft Tiwak (только версия для Xbox 360)[4][5]
- 2007 — Tom Clancy’s Ghost Recon Advanced Warfighter 2 от GRIN, Ubisoft Paris и Ubisoft Tiwak (только версия для Xbox 360, PlayStation 3, PSP)[3][5][6]
- 2007 — America's Army: True Soldiers от Secret Level (Xbox 360)[7]
- 2007 — Beowulf: The Game от Ubisoft Tiwak (ПК, Xbox 360, PlayStation 3, PlayStation Portable)[8]
- 2008 — Lost: Via Domus от Ubisoft Montreal (ПК, Xbox 360, PlayStation 3)[9]
- 2012 — Tom Clancy’s Ghost Recon: Future Soldier от Ubisoft Paris (Xbox 360, PlayStation 3 и PC)[10]
- 2014 — Tom Clancy’s Ghost Recon Phantoms (ПК, Wii U)[11]